# Jeghiše Čarenc

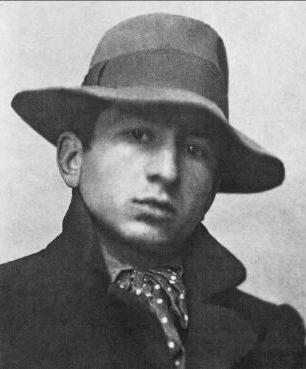
Jeghiše Čarenc

Jeghiše Čarenc, arménsky Եղիշե Չարենց, vlastním jménem Jeghiše Soghomonjan (13.jul./ 25. března 1897greg., Kars, Ruské impérium, nyní v Turecku – 29. listopadu 1937, Jerevan) byl arménský básník, zakladatel moderní arménské literatury. Stal se obětí stalinského teroru během Velké čistky.

## Život
Čarenc pocházel z rodiny obchodníka s koberci. V letech 1908–1912 studoval na střední škole v rodném městě, v roce 1915 se přihlásil do jednoho z arménských dobrovolnických oddílů, které se snažily zabránit arménské genocidě ze strany Turecka, a zúčastnil se obrany města Van. Roku 1916 začal v Moskvě studovat na Národní městské universitě Šaňavského. Komunistickou říjnovou revoluci přivítal, protože v ní viděl naději pro záchranu svébytnosti arménského národa a proto vstoupil roku 1918 do Rudé armády, se kterou se zúčastnil bojů o Carycin a později i občanské války v Arménii.
Roku 1922 se vrátil do Moskvy, aby dokončil své vzdělání, a zapojil se plně do literárního života, ve kterém byl pod vlivem Proletkultu propagátorem odmítání předrevolučních literárních tradic. V letech 1923 až 1925 působil v diplomatických službách v Turecku a v západní Evropě.
Své první básně publikoval Čarenc ještě při studiu na střední škole. Zpočátku byl ovlivněn francouzským a ruským symbolismem, později dal své dílo do služeb revoluce a hledal nové estetické principy pro vyjádření revolučních idejí. Psal však také intimní, hluboce emocionální lyriku, a právě pro tu je dodnes vysoce ceněn. V polovině 30. let se však v jeho díle začal projevovat pesimismus, vyvolaný zřejmě rozčarováním z národnostní praxe v Sovětském svazu, za který byl ostře kritizován a který se stal nakonec záminkou k jeho fyzické likvidaci. Roku 1937 byl jako údajný kontrarevolucionář zatčen a obviněn z nacionalismu, trockismu a dokonce i z terorismu. Ve vězeňské nemocnici pak za nejasných okolností zemřel, pohřben byl neznámo kde. Roku 1955 byl plně rehabilitován.
Od roku 1967 je po něm pojmenováno arménské město Čarencavan.

## Dílo

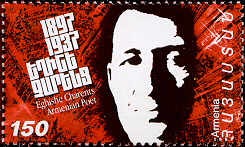
Jeghiše Čarenc na arménské poštovní známce z roku 1997.

### Básnické sbírky
- Jereg jerg tchradaluk aghdžkan (1914, Tři písně bledé dívce),
- Tesilažamer (1915, Hodiny vidin),
- Kaputačja hairenik (1915, Modrooká vlast),
- Danteakan araspel (1916, Dantovská legenda),
- Clacan (1917, Duha),
- Voghdžakizvogh krak (1920, Všespalující oheň),
- Poghocajin pčruhun (1920, Pouliční krásce),
- Tagharan (1921, Zpěvník),
- Utnjakner arevin (1921, Osmiverší slunic),
- Romans anser (1922, Romance bez lásky),
- Aspekatan rapsodia (1922, Rytířské rapsodie),
- Balald Vladimir Iljiči, mužiki jev mi zujg košiki masin (1924, Balada o Vladimíru Iljiči, mužikovi a páru bot),
- Lenin keri (1924, Srýček Lenin),
- Rubajai (1926, Čtyřverší),
- Epikakan lusabac (1930, Epické svítání),
- Lenin u Alin (1935, Lenin a Alí).

### Romány
- Jerkir Nairi (1926, Země Nairi), román, odehrávající se v Karsu, prodchnutý sžíravou ironií a zároveň bolestou rezignací na dobou zrazené sny o vytvoření samostatné země Nairi (Arméni toto slovo používají jako jiné pojmenování své vlasti),
- Hišoghutjuner Jerevani Ughghič tnic (1927, Vzpomínky z jerevanské polepšovny).

## Česká vydání
- Lenin a Ali, Svět sovětů, Praha 1958, přeložil Jaroslav Tafel za spolupráce Ludmily Motalové,
- Sladký ohnivý svět, Svět sovětů, Praha 1962, přeložili Marcela Boušková a Ludmila Motalová, přebásnil Oldřich Vyhlídal, výbor z veršů,
- Země Nairi, Odeon, Praha 1985, přeložil Václav A. Černý, znovu 1989.